# 江津本町駅
江津本町駅（ごうつほんまちえき）は、島根県江津市江津町にあった、西日本旅客鉄道（JR西日本）三江線の駅（廃駅）である。
三江線の廃止に伴い、2018年（平成30年）4月1日に廃駅となった。

## 歴史
- 1958年（昭和33年）7月14日：隣接する千金駅と同時に、三江北線（当時）の石見江津駅（現・江津駅） - 川平駅間に新設[2]。
  - 当時の所在地表示は島根県江津市大字郷田であった。
- 1975年（昭和50年）
  - 8月31日：当駅を含む江津駅 - 三次駅間が全通したため三江北線が現行の三江線の一部となり、当駅も同線の所属駅となる[4]。
  - 時期不明：町名の改称に伴い、所在地表示が島根県江津市江津町になる。
- 1987年（昭和62年）4月1日：国鉄分割民営化により、西日本旅客鉄道が継承[4]。
- 2018年（平成30年）4月1日：三江線の全線廃止に伴い、廃駅となる[3]。
- 2019年（平成31年）3月：駅舎（待合室）が撤去される。

## 駅構造
浜原方面に向かって右側に、単式ホーム1面1線を持つ地上駅（停留所）であった。浜田鉄道部が管理する無人駅で、ホーム上に待合室兼用の駅舎があるのみであった。乗車時は、直接ホームに入る形状になっていた。自動券売機等の設備はなかった。
当駅のかつての駅舎（待合室）は取り壊されたが、ホームや当駅周辺の線路は現在も残っている。なお、当駅附近（江津寄り）の線路は道路工事に伴い、一部が撤去された（2019年（令和元年）12月現在）。一方、当駅附近の橋梁は、撤去作業が進められている（2020年（令和2年）2月現在）。

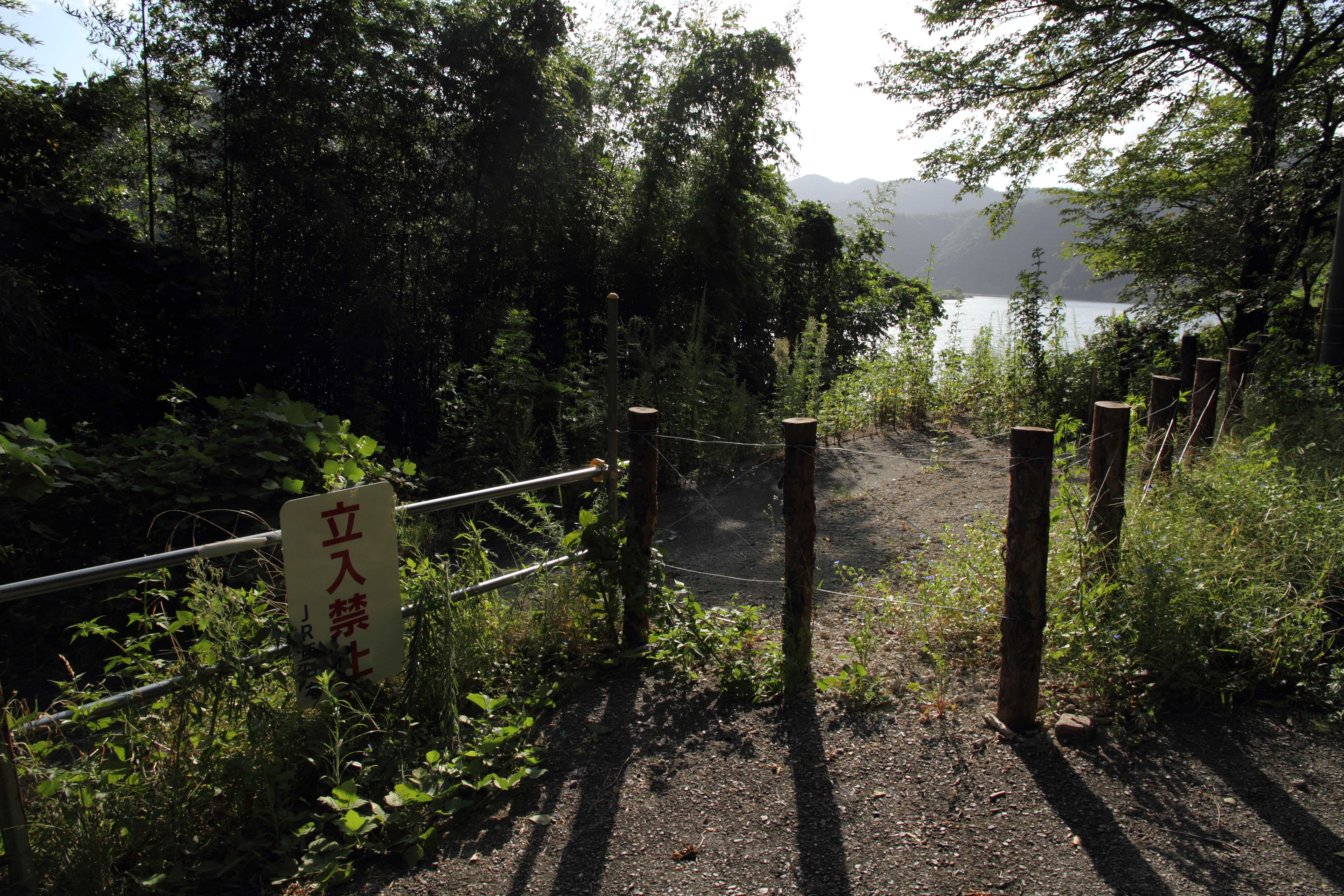
駅入口。駅舎（待合室）は撤去されている（2019年9月）
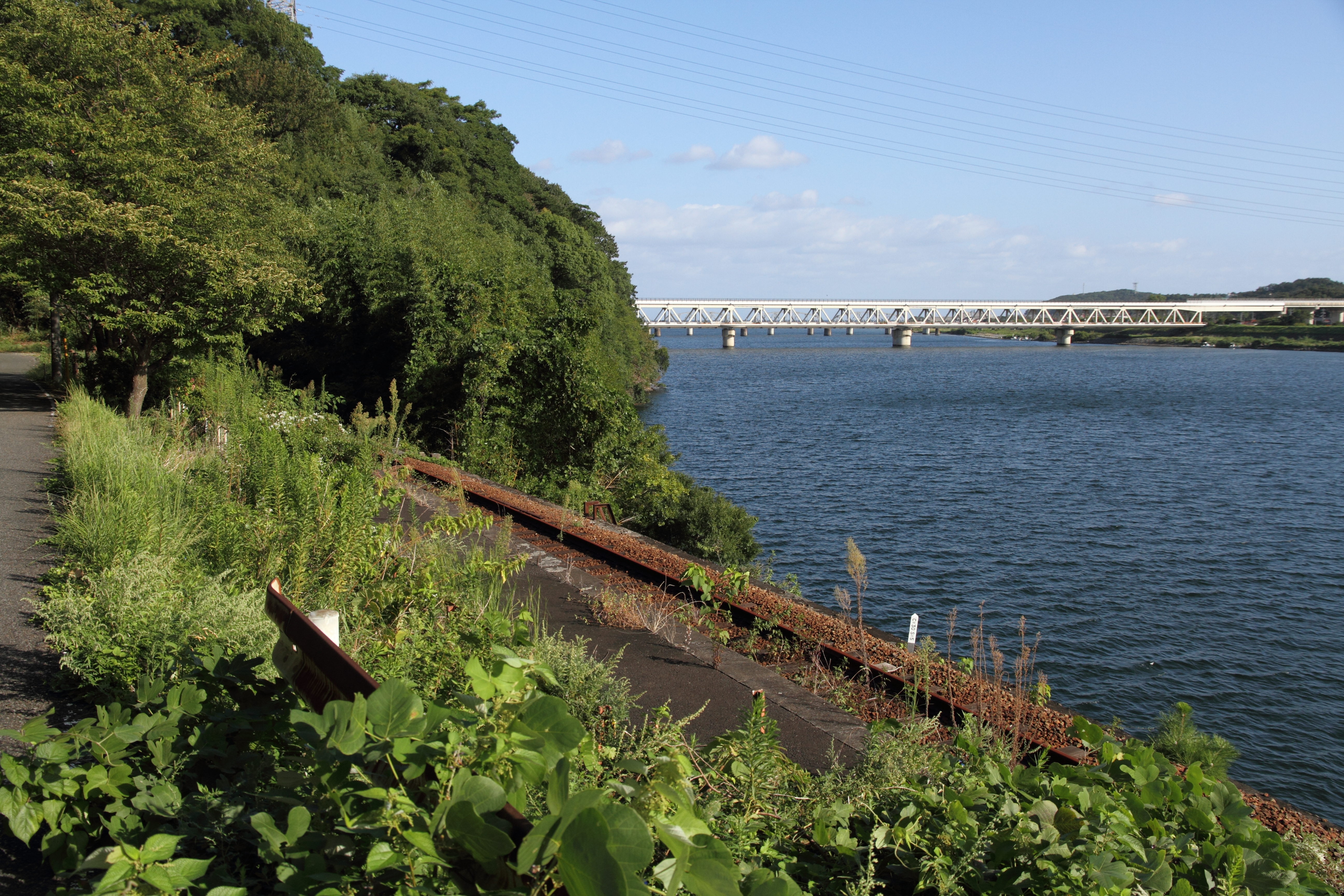
駅構内。草が多い茂っている状態である（2019年9月）

## 利用状況
近年の1日平均乗車人員は以下の通りである。なお、1994年度は9人、1984年度は18人だった。
| 乗車人員推移 | 乗車人員推移 |
| 年度         | 1日平均人数  |
| ------------ | ------------ |
| 1999         | 8            |
| 2000         | 8            |
| 2001         | 7            |
| 2002         | 3            |
| 2003         | 2            |
| 2004         | 2            |
| 2005         | 1            |
| 2006         | 0            |
| 2007         | 0            |
| 2008         | 0            |
| 2009         | 0            |
| 2010         | 0            |
| 2011         | 0            |
| 2012         | 0            |
| 2013         | 0            |
| 2014         | 0            |
| 2015         | 0            |
| 2016         | 1            |
| 2017         | 3            |

## 駅周辺
駅のすぐ東側には、河口が近い江の川がある。江の川の反対側は、県道を挟んで丘になっている。本町という駅名ではあるが、駅の周囲には人家があまりない。県道を北に進むと、江津市本町地区へ出る。山辺神社があり、民家が多い。
- 島根県道112号三次江津線
- 江津本町郵便局
- 天領江津本町甍街道

## バス路線
以下のバス路線がある（2022年4月1日現在）。
- 江津市生活バス 江津川平線 江津本町停留所[5]

## その他
- 三江線活性化協議会により、石見神楽の演目にちなんだ「恵比須」の愛称が付けられていた。江津が江の川沿いの港町で、かつては貿易が盛んであったことから、商売繁盛の神を題材にした演目が愛称として採用された[1][2][6]。

## 隣の駅
西日本旅客鉄道（JR西日本）
 三江線
江津駅 - 江津本町駅 - 千金駅

#### 統計資料
1. ↑  “島根県統計書”. しまね統計情報データベース.   島根県政策企画局. 2025年2月5日閲覧。